# Cholet-Pays de Loire 2006
La Cholet-Pays de Loire 2006, ventinovesima edizione della corsa e valida come evento dell'UCI Europe Tour 2006 categoria 1.1, si svolse il 19 marzo 2006 su un percorso di 202  km. Fu vinta dall'australiano Chris Sutton che giunse al traguardo con il tempo di 5h13'15", alla media di 38,691  km/h.
Al traguardo 115 ciclisti tagliarono il traguardo.

## Ordine d'arrivo (Top 10)
| Pos. | Corridore      | Squadra         | Tempo    |
| ---- | -------------- | --------------- | -------- |
| 1    | Chris Sutton   | Cofidis         | 5.13'15" |
| 2    | Niko Eeckhout  | Ch. Jacques     | s.t.     |
| 3    | Lilian Jégou   | F. des Jeux     | s.t.     |
| 4    | Lloyd Mondory  | AG2R Prév.      | s.t.     |
| 5    | Baden Cooke    | Unibet.com      | s.t.     |
| 6    | Erki Pütsep    | AG2R Prév.      | s.t.     |
| 7    | Jérôme Pineau  | Bouygues Tél.   | s.t.     |
| 8    | Igor Abakoumov | Jartazi-7Mobile | s.t.     |
| 9    | Saïd Haddou    | Auber 93        | s.t.     |
| 10   | Jeremy Hunt    | Unibet.com      | s.t.     |